# Lalibela
Lalibela je město v horách na severu Etiopie, asi 350 kilometrů od hlavního města Addis Abeba. V roce 2005 Lalibelu obývalo asi 14 668 osob. Město je známé především unikátními kostely, labyrinty tunelů, chodeb a dalších budov vytesaných do skal, přičemž 11 kostelů je od roku 1978 zapsáno na seznamu UNESCO.

## Historie
Lalibela, původně známá pod jménem Roha, byla ve 12. století královským městem dynastie Zagwe. Kostely v současné podobě byly vybudovány ve 12. a 13. století, pravděpodobně primárně z popudu krále Lalibely.

## Kostely

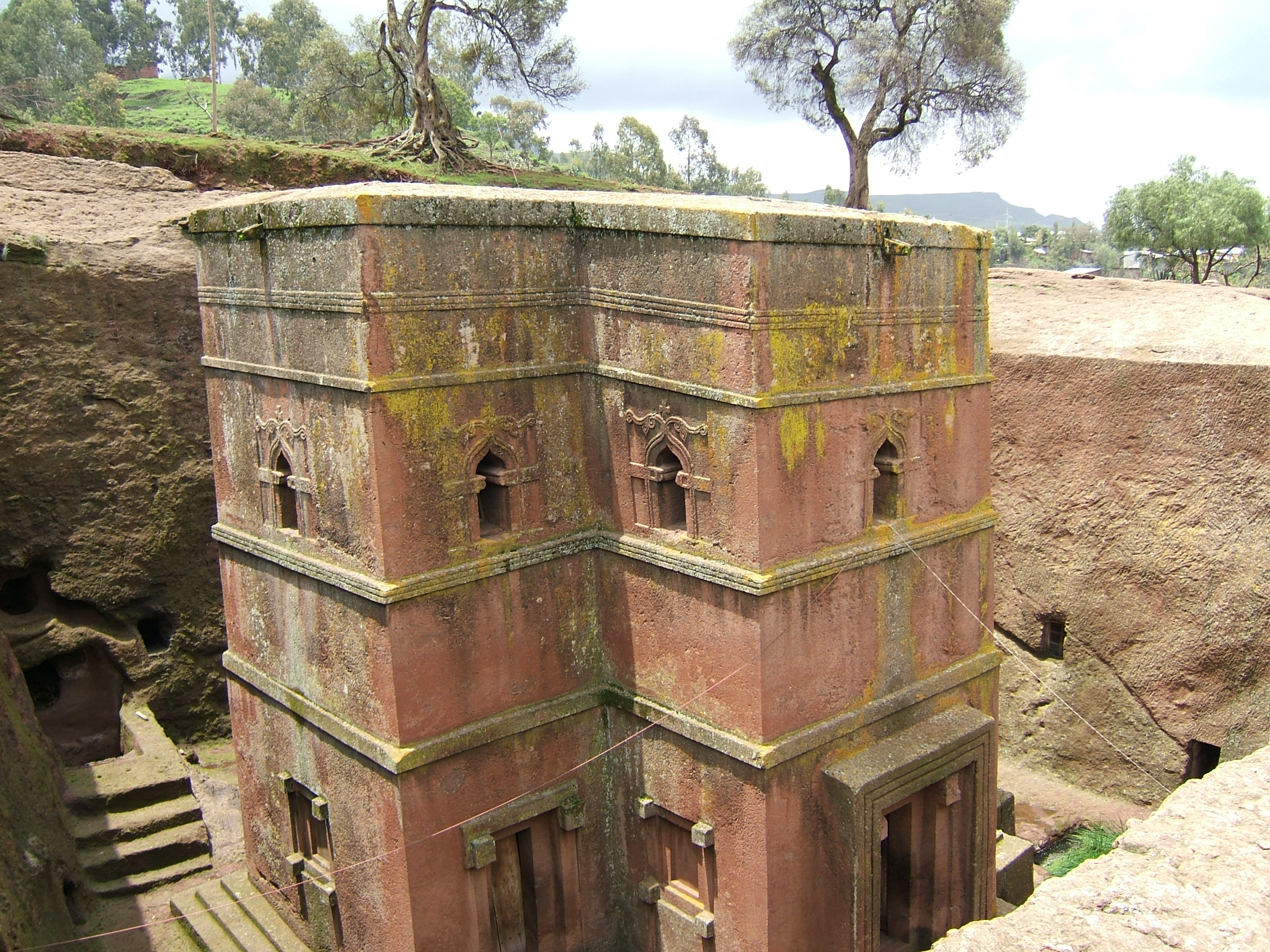
Celkový pohled na kostel sv. Jiří

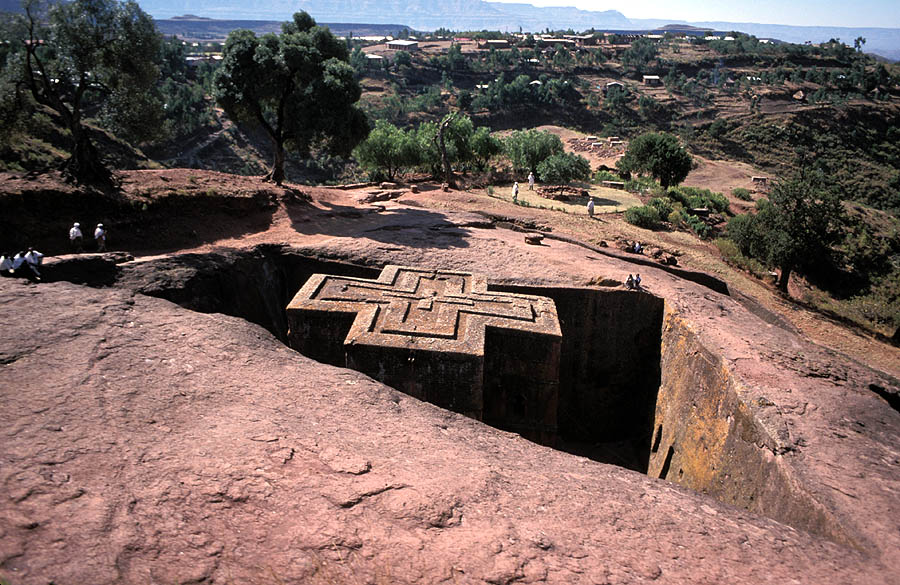
Pohled na kostel sv. Jiří shora

Kamenných kostelů je v Lalibele celkem 11 a všechny se nacházejí blízko sebe. Vizuálně nejzajímavější je kostel svatého Jiří. Cesta vede po vrcholu skály, ze které je kostel vytesán, a tak je z vrchu vidět jeho křížový tvar. Ostatní kostely mají méně impozantní a ilustrativní přístup, protože cesta vede přímo k jejich vchodům. V současné době jsou všechny kostely kromě kostela sv. Jiří zastřešeny.
Největší z kostelů je kostel Medhane Alem (Spasitel světa), jehož loď má rozměry 33×23 metrů. Uvnitř jsou vytesány i sloupy podpírající kamennou střechu. Tento kostel překvapivě připomíná spíše řecké, než etiopské, kostely. Interiéry všech lalibelských kostelů zdobí svaté obrazy, v některých jsou také bohatě zdobené schránky připomínající oltáře. Ty uvnitř obsahují dřevěný nebo kamenný symbol představující Mojžíšovy desky s desaterem. (Podle pověstí vlastní Etiopská ortodoxní církev pravé Mojžíšovy desky s desaterem (tzv. tabot.) Kromě vysekaných reliéfů jsou kostely uvnitř strohé a bez výzdoby. Výjimkou je kostel Meskel s bohatě malovaným stropem. V kostele Golgotha je pochován samotný král Lalibela a budova patří mezi nejsvatější místa v Lalibele, přístup do kostela Golgotha je povolen pouze mužům.

### Proces stavby kostelů
Stavebníci si nejdříve museli vyznačit, kde kostel vznikne, poté postupně na všech čtyřech stranách vysekat ve skalách příkopy, čímž vznikl skalní monolit představující budovu kostela zvnějšku. Následně museli do monolitu prorazit dveře a poté vysekat celý vnitřní prostor, včetně oken a nejrůznějších reliéfních ozdob. Kostely byly tesány do relativně měkkého červeného sopečného kamene, tufu, což jejich výstavbu ulehčovalo. Kdo přesně kostely stavěl není známo. Historici odhadují, že na stavbu takových objektů bylo potřeba až 40 000 dělníků. Z architektonické rozdílnosti mezi kostely vyplývá, že musely vzniknout ve větším časovém rozpětí, než bylo období vlády krále Lalibely (1181-1221), který je rovněž v jednom ze zdejších chrámů pohřben.

### Legenda o vzniku kostelů
Místní legenda říká, že král Lalibela část svého života pobýval v Jeruzalémě. Ten ho prý ovlivnil natolik, že po návratu do Etiopie zde chtěl také postavit svaté město. Tak rozhodl o vybudování kostelů ve svém královském městě Roha (po jeho smrti přejmenovaném na Lalibela). Názvy místních kostelů, jako Řeka Jordán, Adamův hrob či Boží muka tuto legendu podporují.